# Alfons Brandl (Politiker)
Alfons Brandl (* 1. Juli 1966 in Regensburg) ist ein deutscher Politiker (CSU) und Verwaltungswirt. Er war von 2020 bis 2023 Mitglied des Bayerischen Landtages.

## Werdegang
Brandl besuchte von 1972 bis 1978 die Grund- und Teilhauptschule und erlangte im Jahr 1986 das Abitur. Danach absolvierte er von 1989 bis 1992 ein Studium zum Diplom-Verwaltungswirt (FH) an der Beamtenfachschule Hof. Von 1986 bis 1987 diente er bei der Bundeswehr.
Im Jahr 2003 trat Brandl der CSU bei und war von 2002 bis 2020 Erster Bürgermeister von Herrieden. Er wurde 2008 zudem Kreisrat im Landkreis Ansbach und war von 2009 bis 2020 Vorsitzender der Fränkischen Moststraße sowie von 2008 bis 2020 Bezirksvorsitzender des Bayerischen Städtetags Mittelfranken.
Brandl rückte zum 1. Mai 2020 für Manuel Westphal (CSU) in den Bayerischen Landtag nach. Westphal schied aus dem Landtag aus, da er zum 1. Mai 2020 Landrat des Landkreises Weißenburg-Gunzenhausen wurde. Brandl war für den Wahlkreis Mittelfranken im Landtag und dort Mitglied der CSU-Faktion sowie des Ausschusses für Ernährung, Landwirtschaft und Forsten und des Ausschusses für Gesundheit und Pflege. Zur Landtagswahl 2023 trat er nicht erneut an.

## Privates
Brandl ist verheiratet und Vater von vier Kindern. Er ist römisch-katholischer Konfession.